# ۱۲۷ ساعت
۱۲۷ ساعت (به انگلیسی: 127 hours) فیلمی درام و زندگینامه و محصول آمریکا به کارگردانی دنی بویل است که بر اساس فیلمنامه ای نوشته خود بویل و سایمن بوفوی ساخته شده‌است. فیلمنامه بر مبنای داستان واقعی کوهنوردی به نام آرون رالستون با بازی جیمز فرانکو ساخته شده. او توسط یک تخته سنگ به مدت ۵ روز در کوهستان زندانی شده‌است. تصویر برداری در مارس ۲۰۱۰ در یوتا شروع شد. بویل علاقه داشت که صحنه‌های آغازین فیلم بدون متن باشد.

## خلاصه
۱۲۷ ساعت داستان واقعی یک کوهنورد به نام آرون رالستون است. در حین کوهنوردی او در گراند کانیون یک تخته سنگ روی دستش می‌افتد و او در یک کوه ایزوله زندانی می‌شود. او در آن ۵ روز از تمام ابزارهای ممکن که باعث ادامهٔ حیاتش می‌شدند استفاده کرد. در آن مدت خانواده، دوستان، عشقش و دوستان کوهنوردش را به یاد آورد. او به هیچ‌کس نگفته بود به کجا می‌رود و هیچ امیدی نداشت که کسی پیدایش کند. پس از دست و پنجه نرم کردن ۵ روزه با مرگ، او این قدرت را در خودش می‌بیند که با قطع کردن دستش از مچ، خود را از تخته سنگ جدا کند و پس از فرود ۲۰ متری به عمق آبراه و کیلومترها پیاده‌روی، خودش را نجات می‌دهد و همچنان به کوهنوردی ادامه می‌دهد ولی هر بار قبل از رفتن به کوهنوردی نوشته ای جهت اینکه به کجا می‌رود می‌نویسد

## پذیرش
این فیلم مورد استقبال منتقدان قرار گرفت و البته بیشتر تشویق‌ها بخاطر بازی جیمز فرانکو بود. در سایت راتن تومیتوس، ۹۳٪ از ۱۶۹ منتقد تخصصی، نظر مثبت خودشان را اعلام کردند و از ۱۰ امتیاز به این فیلم ۸٫۴ امتیاز دادند. در میان منتقدین برتر راتن تومیتوس که شامل نقد روزنامه‌های برتر، وبگاه‌های برتر، برنامه‌های برتر رادیو و تلویزیون است، ۹۱٪ نظر مثبت منتقدین را از آن خود کرد.
ریچارد روپر از شیکاگو سان تایمز به این فیلم درجهٔ "A" داد و اعتقاد دارد جیمز فرانکو بخاطر بازی بی عیب و نقصش لیاقت کاندید شدن در جوایز اسکار را دارد و می‌گوید این فیلم یکی از بهترین فیلم‌های دههٔ اخیر است. منتقدین نیویورک فیلم آن لاین، جیمز فرانکو را به عنوان بهترین بازیگر انتخاب کردند.

## جوایز

### هشتاد و سومین دوره جوایز اسکار
| رشته                      | فرد نامزد شده                                                                  | نتیجه    |
| ------------------------- | ------------------------------------------------------------------------------ | -------- |
| بهترین فیلم               | دنی بویل و کریستین کولسن                                                       | نامزدشده |
| بهترین فیلم‌نامه اقتباسی   | دنی بویل و سایمن بوفوی از کتاب بین صخره و مکان سفت از آرون رالستون             | نامزدشده |
| بهترین موسیقی متن فیلم    | ای. آر. رحمان                                                                  | نامزدشده |
| بهترین ترانه اورجینال     | «اگر من صعود کردم» موسیقی از ای. آر. رحمان، متن آهنگ از رویو آرمسترانگ و دایدو | نامزدشده |
| بهترین تدوین              | جان هریس                                                                       | نامزدشده |
| بهترین بازیگر نقش اول مرد | جیمز فرانکو                                                                    | نامزدشده |

### شصت و هشتمین مراسم گلدن گلوب
| رشته                        | فرد نامزد شده          | نتیجه    |
| --------------------------- | ---------------------- | -------- |
| بهترین بازیگر مرد فیلم درام | جیمز فرانکو            | نامزدشده |
| بهترین فیلم‌نامه             | دنی بویل و سایمن بوفوی | نامزدشده |
| بهترین موسیقی متن فیلم      | ای. آر. رحمان          | نامزدشده |